# Heterolaophonte pygmaea
Heterolaophonte pygmaea is een eenoogkreeftjessoort uit de familie van de Laophontidae. De wetenschappelijke naam van de soort is voor het eerst geldig gepubliceerd in 1893 door Scott T..